# Захаров, Яков Дмитриевич
Яков Дмитриевич Заха́ров (3 [14] октября 1765 — 2 [14] октября 1836) — русский химик, один из основоположников научного воздухоплавания; младший брат архитектора Андреяна Захарова. Академик Петербургской академии наук (с 1798), член Академии Российской (с 1800).

## Биография
Воспитанник академической гимназии, в 1785 послан был в Геттингенский университет. По возвращении в Россию представил Академии наук записку «Specimen chemicum de differentia et afffinitafe acidi nitrosi cum aliis corporibus» и в 1790 был принят в Академию адъюнктом, а в 1798 произведён в академики по части общей химии. Кроме статей в «Мемуарах Академии» и «Технологическом журнале», Захаров напечатал перевод немецкого сочинения Х. Гиртаннера: «Начальные основания химии, горючее существо опровергающей» (СПб., 1801).
Захаров был также членом Российской академии (с 18 августа 1800 года) и по предложению А. С. Шишкова принял на себя сочинение словаря ремёсел и рукоделий.
Петербургская академия наук летом 1804 г. организовала первый в мире научный полет. Аэростатом управляли фламандец Э. Робертсон и академик Я. Д. Захаров.